# Bârlad (rivière)
Pour les articles homonymes, voir Bârlad.
Le Bârlad est une rivière de Moldavie en Roumanie, affluent du Siret.

## Géographie
Le Bârlad (Apa Bârladului - L'eau de Bârlad) est une rivière qui coule vers le sud-est, sud et sud-ouest dans la région centrale de la Moldavie roumaine sur 289 km. Il est le plus important affluent en rive gauche du Siret. Il passe par les județ de Neamț, județ de Vaslui et județ de Galați.